# Ruisseau des Ondes
L'Ondes est une rivière française qui coule dans le département de l'Aveyron en région Occitanie. C'est un affluent de la Truyère en rive gauche, donc un sous-affluent de la Garonne par la Truyère puis par le Lot.

## Géographie
L'Ondes prend sa source près du hameau de Bouyssounouse, commune nouvelle (depuis 2016) d'Argences-en-Aubrac située sur le versant nord-ouest du massif de l'Aubrac. Dès sa naissance la rivière s'écoule vers l'ouest, direction qu'elle maintiendra jusqu'à la fin de son parcours. Après 13,3 km de longueur, elle se jette en rive gauche dans les gorges de la Truyère, au nord-ouest du village de Saint-Symphorien-de-Thénières.

## Départements et communes traversés
- Aveyron : Argences-en-Aubrac (anciennes communes de La Terrisse, Graissac et Sainte-Geneviève-sur-Argence), Huparlac et Saint-Symphorien-de-Thénières.

## Principaux affluents
- Le Sévignou (8,7 km) et son affluent
  - Ruisseau de Sibadou (2,7 km)

## Hydrologie
L'Ondes est une rivière assez irrégulière mais abondante. Son débit a été observé durant une période de 20 ans (1961-1980), à Saint-Symphorien-de-Thénières, localité du département de l'Aveyron située au niveau de son confluent avec la Truyère. La surface étudiée est de 37 km2, soit la quasi-totalité du bassin versant du cours d'eau.
Le module de la rivière à Saint-Symphorien-de-Thénières est de 0,892 m3/s.
L'Ondes présente des fluctuations saisonnières de débit très importantes. Les hautes eaux se déroulent en hiver et au début du printemps, et se caractérisent par des débits mensuels moyens allant de 1,14 à 1,73 m3/s, de décembre à avril inclus (avec un maximum très net en février). Dès le mois de mars cependant, le débit diminue progressivement jusqu'aux basses eaux d'été qui ont lieu de juillet à septembre, entraînant une baisse du débit mensuel moyen jusqu'au plancher de 0,251 m3/s au mois d'août (251 litres), ce qui reste assez consistant. Dès le mois d'octobre, le débit remonte rapidement. Mais les fluctuations réelles, sur de courtes périodes ou selon les années, sont bien plus prononcées.
Aux étiages, le VCN3 peut en effet chuter jusque 0,025 m3/s en cas de période quinquennale sèche, ce qui devient sévère, le cours d'eau étant alors réduit à peu de choses.
Les crues peuvent être assez importantes, compte tenu de l'exigüité du bassin versant de la rivière. La série des QIX n'a pas été calculée, mais la série des QJX l'a bien été. Les QJX 2 et QJX 5 valent respectivement 6,2 et 8,4 m3/s. Le QJX 10 ou débit journalier calculé de crue décennale est de 9,8 m3/s, le QJX 20 de 11 m3/s, tandis que le QJX 50 n'a pas été calculé faute de durée d'observation suffisante.
Le débit journalier maximal enregistré à Saint-Symphorien-de-Thénières durant cette période, a été de 10 m3/s le 24 décembre 1968. En comparant cette valeur à l'échelle des QJ de la rivière, l'on constate que cette crue était seulement d'ordre décennal et donc destinée à se reproduire fréquemment.
L'Ondes est une rivière très abondante. La lame d'eau écoulée dans son bassin versant est de 764 millimètres annuellement, ce qui représente plus de deux fois la moyenne d'ensemble de la France tous bassins confondus (plus ou moins 320 millimètres). C'est aussi largement supérieur à la moyenne du bassin de la Garonne (384 millimètres), du Lot (446 millimètres) et de la Truyère (671 millimètres). Le débit spécifique (ou Qsp) atteint de ce fait le chiffre très solide de 24,1 litres par seconde et par kilomètre carré de bassin.

## Aménagement hydroélectrique du ruisseau des Ondes
Un barrage privé, de type poids à crête déversante, a été construit à proximité de Saint Gervais, sur la commune de Saint-Symphorien-de-Thénières. L'eau est conduite par une conduite forcée à l'usine située à proximité du pont de Valcayles sur la Truyère.